# Стафіліноїдні
Стафіліноїдні — це надродина жуків. Це дуже велика і різноманітна група поширена в усьому світі.

## Систематика і еволюція
Staphylinoidea містить наступні родини:
- Agyrtidae C.G. Thomson 1859
- Hydraenidae Mulsant 1844 (Водобродки)
- Leiodidae Fleming 1821 = (Лейодіди)
- Ptiliidae Erichson 1845
- Scydmaenidae Leach 1815
- Silphidae Latreille 1807 (Мертвоїди)
- Staphylinidae Latreille 1802 (Стафіліни або жуки-хижаки)

Найдавніші скам'янілості належать до тріасу.